# Альхаджі Фає
Альхаджі Ібраїма Фає (англ. Alhagy Ibrahima Faye, нар. 23 серпня 1951) — колишній гамбійський футбольний суддя 1980-х і 1990 років. Починав кар'єру як асистент арбітра. Арбітр ФІФА у 1985—1996 роках.

## Кар'єра
Він працював на таких великих змаганнях:
- Молодіжний чемпіонат світу 1991 (1 матч)
- Кубок африканських націй 1992 (1 матч)
- Юнацький чемпіонат світу 1993 (2 гри)